# Valle del Cervaro, Bosco dell'Incoronata
Valle del Cervaro, Bosco dell'Incoronata este o arie protejată (arie specială de conservare — SAC, sit de importanță comunitară — SCI) din Italia întinsă pe o suprafață de 5.769 ha, integral pe uscat.

## Localizare
Centrul sitului Valle del Cervaro, Bosco dell'Incoronata este situat la coordonatele 41°18′46″N 15°25′50″E / 41.312778°N 15.430556°E.

## Înființare
Situl Valle del Cervaro, Bosco dell'Incoronata a fost declarat sit de importanță comunitară în iunie 1995 pentru a proteja 1 specie de plante și 19 specii de animale. Situl a fost protejat și ca arie specială de conservare în martie 2018.

## Biodiversitate
Situată în ecoregiunea mediteraneană, aria protejată conține 6 habitate naturale: Pseudostepă cu ierburi și specii anuale de Thero-Brachypodietea, Galerii de Salix alba și de Populus alba, Păduri de stejar alb estice, Pajiști uscate seminaturale și facies de acoperire cu tufișuri pe substraturi calcaroase (Festuco-Brometalia) (* situri importante pentru orhidee), Râuri mediteraneene cu debit permanent cu specii de Paspalo-Agrostidion și galerii riverane de Salix și de Populus alba, Păduri mixte riverane de Quercus robur, Ulmus laevis și Ulmus minor, Fraxinus excelsior sau Fraxinus angustifolia, de-a lungul marilor râuri (Ulmenion minoris).
La baza desemnării sitului se află mai multe specii protejate:
- plante (1): Stipa austroitalica
- păsări (13): ciocârlie-de-câmp (Alauda arvensis), caprimulg (Caprimulgus europaeus), ciocănitoare pestriță mare (Dendrocopos major), muscar-gulerat (Ficedula albicollis), sfrâncioc roșiatic (Lanius collurio), gaia neagră (Milvus migrans), gaia roșie (Milvus milvus), ciocănitoarea verde (Picus viridis), sitar de pădure (Scolopax rusticola), turturică (Streptopelia turtur), mierlă (Turdus merula), sturz-cântător (Turdus philomelos), sturz (Turdus pilaris)
- amfibieni (2): Bombina pachypus, Triturus carnifex
- mamifere (1): lupul (Canis lupus)
- pești (1): Alburnus albidus
- reptile (2): șarpele cu patru dungi (Elaphe quatuorlineata), țestoasa de baltă (Emys orbicularis)

Pe lângă speciile protejate, pe teritoriul sitului au mai fost identificate 5 specii de plante, 5 specii de amfibieni, 7 specii de reptile.